# 이집트 술탄
이집트 술탄(아랍어: سلطان مصر)은 1174년 살라딘의 아이유브 왕조가 건국된 후 1517년 오스만 제국이 이집트를 정복할 때까지 이집트의 통치자들이 지니던 지위였다. 아이유브 및 맘루크 술탄국의 범위에는 샴과 헤자즈도 포함되었고 결과적으로 이들은 시리아의 술탄으로도 간주되었다. 1914년부터 이 칭호는 이집트와 수단의 무하마드 알리 왕조의 수장들이 다시 한 번 사용했으며, 1922년에 이집트와 수단의 왕이라는 칭호로 대체되었다.

## 목록

### 아이유브 술탄국
1. 살라흐 앗 딘(재위 : 1171년-1193년)
2. 알아지즈 우트만(재위 : 1193년-1198년)
3. 알만수르(재위 : 1198년-1200년)
4. 알아딜(재위 : 1200년-1218년)
5. 알카밀(재위 : 1218년-1238년)
6. 알아딜 2세(재위 : 1238년-1240년)
7. 앗 살리흐 나짐 앗 딘(재위 : 1240년-1249년)
8. 알무잠 투란 샤(재위 : 1249년-1250년, 실질적인 맘루크 왕조의 시작)
9. 알아슈라프(재위 : 1250년-1252년)

### 맘루크 술탄국

#### 바흐리 왕조
1. 샤쟈르 알두르(여성군주)(재위：1250년)
2. 무이즈 아이바크(재위：1250년 - 1257년)
3. 만수르 알리(재위：1257년 - 1259년)
4. 무자파르 쿠투즈(재위：1259년 - 1260년)
5. 자히르 바이바르스(재위：1260년 - 1277년)
6. 사이드 바라카한(재위：1277년 - 1279년)
7. 아딜 사라미슈(재위：1279년)
8. 만수르 카라운(재위：1279년 - 1290년)
9. 아쉬라프 하릴(재위：1290년 - 1293년)
10. 나스르 무하마드(재위：1293년 - 1294년)
11. 아딜 키트브가(재위：1294년 - 1296년)
12. 만수르 라진(재위：1296년 - 1299년)
13. 나스르 무하마드(복위)(재위：1299년 - 1309년)
14. 무자파르 바이바르스(재위：1309년 - 1310년)
15. 나스르 무하마드(복위)(재위：1310년 - 1341년)
16. 만스르 아브 바쿠르(재위：1341년)
17. 아쉬라프 쿠주크(재위：1341년 - 1342년)
18. 나스르 아흐마드(재위：1342년)
19. 사리프 이스마일(재위：1342년 - 1345년)
20. 카밀 샤반(재위：1345년 - 1346년)
21. 무자파르 하지(재위：1346년 - 1347년)
22. 나스르 하산(재위：1347년 - 1351년)
23. 사리프(재위：1351년 - 1354년)
24. 나스르 하산(복위)(재위：1354년 - 1361년)
25. 만수르 무하마드(재위：1361년 - 1363년)
26. 아쉬라프 샤반(재위：1363년 - 1377년)
27. 만수르 알리(재위：1377년 - 1381년)
28. 사리프 하지(재위：1381년 - 1382년)
29. 자힐 바르크크(재위：1382년 - 1389년)
30. 사리프 하지(재위：1389년 - 1390년)

#### 부르지 왕조
1. 자힐 바르크크(재위：1390년 - 1399년)
2. 나스르 파라즈(재위：1399년 - 1405년)
3. 만수르 아브드 아르아즈즈(재위：1405년)
4. 나스르 파라즈(복위)(재위：1405년 - 1412년)
5. 무아이야드 사이프(재위：1412년 - 1421년)
6. 무자파르 아흐마드(재위：1421년)
7. 자히르 타타르(재위：1421년)
8. 사리프 무하마드(재위：1421년 - 1422년)
9. 아쉬라프 바르스바이(재위：1422년 - 1438년)
10. 자히르 쟈크마크(재위：1438년 - 1448년)
11. 아지즈 유스프(재위：1448년)
12. 자히르 쟈크마크(복위)(재위：1448년 - 1453년)
13. 만수르 우스만(재위：1453년)
14. 아쉬라프 이날(재위：1453년 - 1460년)
15. 무아이야드 아흐마드(재위：1460년 - 1461년)
16. 자히르 후스카담(재위：1461년 - 1467년)
17. 자히르 야르바이(재위：1467년 - 1468년)
18. 자히르 티무르부가(재위：1468년)
19. 아쉬라프 카이트바이(재위：1468년 - 1495년)
20. 나스르 무하마드(재위：1495년 - 1498년)
21. 자히르 칸스프(재위：1498년 - 1499년)
22. 아쉬라프 쟈바라트(재위：1499년 - 1501년)
23. 아딜 트만바이(재위：1501년)
24. 아쉬라프 칸스프 가우리(재위：1501년 - 1516년)
25. 아쉬라프 트만바이(재위：1516년 - 1517년)

### 이집트 술탄국
- 후세인 카멜(재위 : 1914년 12월 19일 – 1917년 10월 9일)
- 푸아드 1세(재위 : 1917년 10월 9일 – 1922년 3월 16일)